# Hans-Rudolf Schwyzer
Hans-Rudolf Schwyzer (* 8. März 1908 in Zürich; † 23. Oktober 1993 ebenda) war ein schweizerischer Lehrer, Klassischer Philologe und Philosophiehistoriker. Er ist besonders durch Arbeiten zu Plotin hervorgetreten, darunter die grundlegende, zusammen mit Paul Henry SJ herausgegebene Gesamtausgabe seiner Schriften.

## Leben und Werk
Hans-Rudolf Schwyzer war der Sohn des Indogermanisten Eduard Schwyzer. Durch seinen Vater machte er sich früh mit der griechischen Literatur vertraut. Nach der Reifeprüfung 1926 studierte Schwyzer Klassische Philologie an den Universitäten zu Zürich, Bonn und Berlin. 1931 wurde er in Bonn bei Ernst Bickel mit einer Dissertation über den stoischen Philosophen Chairemon von Alexandria zum Dr. phil. promoviert. Die Dissertation, die im folgenden Jahr gedruckt und mit dem Welcker-Preis ausgezeichnet wurde, widmete er seinem Vater.
Trotz seines Anfangserfolgs verzichtete Schwyzer auf eine universitäre Laufbahn. Er unterrichtete Latein und Griechisch an den Kantonsschulen in Zürich, Zuoz und Chur. Ab 1947 arbeitete er am Literargymnasium Zürich. Neben dem Schuldienst setzte er seine wissenschaftliche Arbeit fort. Er beschäftigte sich insbesondere mit der Philosophie Plotins. Um seine Arbeit ungestört fortsetzen zu können, lehnte er auch einen Ruf der Freien Universität Berlin auf eine ordentliche Professur ab (1959). 1973 trat Schwyzer in den Ruhestand. Er wirkte zeitweilig als Gastdozent an der Universität Freiburg (Schweiz).
Schwyzers Arbeiten zu Plotins Philosophie bedeuteten einen beträchtlichen Fortschritt in der Forschung. Das Denkmodell und die schriftlichen Hinterlassenschaften dieses kaiserzeitlichen Philosophen hatten eine beträchtliche Wirkung auf die abendländische und die arabische Philosophie, besonders in der Entwicklung der Metaphysik. Schwyzer veröffentlichte Aufsätze und kleine Schriften zum Verständnis der Philosophie Plotins. Besonders sein Aufsatz Die zwiefache Sicht in der Philosophie Plotins (Museum Helveticum 1, 1944, S. 87–99) war richtungsweisend. Über Leben, Wirken und Wirkung des Philosophen schrieb er für die Realenzyklopädie der klassischen Altertumswissenschaft einen umfangreichen Artikel Plotinos (1951).
Gemeinsam mit dem belgischen Theologen Paul Henry schuf Schwyzer eine sorgfältig kommentierte Gesamtausgabe der Schriften Plotins, die als Editio maior (Paris/Brüssel 1951–1973) und Editio minor (Oxford 1964–1982) in jeweils drei Bänden erschien. Mit dieser Ausgabe schufen Henry und Schwyzer die Grundlage der Beschäftigung mit Plotin, die die älteren Ausgaben von Adolf Kirchhoff, Richard Volkmann und Émile Bréhier endgültig ersetzte. Werner Beierwaltes ging so weit, die Ausgabe von Henry und Schwyzer als «die eigentliche ‚Editio princeps‘» zu bezeichnen.
Zur Auszeichnung seines wissenschaftlichen Lebenswerks erhielt Schwyzer die Ehrendoktorwürde der Universitäten zu München, Freiburg i. Ü. und Zürich.
Schwyzers Nachlass befindet sich in der Zentralbibliothek Zürich.